# Suburbicair bisdom Ostia
Het bisdom Ostia (Latijn: Dioecesis Ostiensis, Italiaans: Sede suburbicaria di Ostia) is sinds 1914 een zelfstandig suburbicair bisdom in Rome. Tot aan 1914 vormden Ostia en Velletri samen het suburbicaire bisdom Ostia-Velletri.
De deken van het College van Kardinalen wordt kardinaal-bisschop van dit bisdom.
De huidige kardinaal-bisschop van Ostia is Giovanni Battista Re. Het dagelijks bestuur van het bisdom berust bij de vicaris-generaal voor het bisdom Rome; sinds 6 oktober 2024 is dat Baldassare Reina.

## Lijst van kardinaal-bisschoppen van Ostia-Velletri
| Naam                                                | Periode           | Periode           |
| --------------------------------------------------- | ----------------- | ----------------- |
| Niccolò Boccasini                                   | 2 maart 1300      | 22 oktober 1300   |
| Étienne Aubert                                      | 13 februari 1352  | 18 december 1352  |
| Bernardino López de Carvajal y Sande                | 24 juli 1521      | 16 december 1523  |
| Alessandro Farnese                                  | 15 juni 1524      | 13 oktober 1534   |
| Giovanni Piccolomini                                | 26 februari 1535  | 21 november 1537  |
| Giovanni Domenico de Cupis                          | 28 november 1537  | 10 december 1553  |
| Giovanni Pietro Carafa                              | 11 december 1553  | 23 mei 1555       |
| Jean du Bellay                                      | 29 mei 1555       | 16 februari 1560  |
| Rodolfo Pio                                         | 18 mei 1562       | 2 mei 1564        |
| Giovanni Gerolamo Morone                            | 3 juli 1570       | 1 december 1580   |
| Alexandre Farnese                                   | 5 december 1580   | 2 maart 1589      |
| Giovanni Antonio Serbelloni                         | 2 maart 1589      | 18 maart 1591     |
| Alfonso Gesualdo di Conza                           | 20 maart 1591     | 14 februari 1603  |
| Tolomeo Gallio                                      | 19 februari 1603  | 3 februari 1607   |
| Domenico Pinelli                                    | 7 februari 1607   | 9 augustus 1611   |
| François de Joyeuse                                 | 17 augustus 1611  | 23 augustus 1615  |
| Antonio Maria Galli                                 | 16 september 1615 | 30 maart 1620     |
| Francesco Maria Bourbon Del Monte Santa Maria       | 27 september 1623 | 27 augustus 1626  |
| Ottavio Bandini                                     | 7 september 1626  | 1 augustus 1629   |
| Giovanni Battista Deti                              | 9 september 1626  | 13 juli 1630      |
| Domenico Ginnasi                                    | 15 juli 1630      | 12 maart 1639     |
| Carlo Emmanuele Pio di Savoia                       | 28 maart 1639     | 1 juni 1641       |
| Marcello Lante della Rovere                         | 1 juli 1641       | 19 april 1652     |
| Giulio Roma                                         | 29 april 1652     | 16 september 1652 |
| Carlo de’ Medici                                    | 23 september 1652 | 17 juni 1666      |
| Francesco Barberini                                 | 11 oktober 1666   | 10 december 1679  |
| Cesare Facchinetti                                  | 8 januari 1680    | 31 januari 1683   |
| Niccolò Albergati-Ludovisi                          | 15 februari 1683  | 9 augustus 1687   |
| Alderano Cibo                                       | 10 november 1687  | 22 juli 1700      |
| Emmanuel-Theódose de la Tour d’Auvergne de Bouillon | 15 december 1700  | 2 maart 1715      |
| Nicolò Acciaioli                                    | 18 maart 1715     | 23 februari 1719  |
| Fulvio Astalli                                      | 26 april 1719     | 14 januari 1721   |
| Sebastiano Antonio Tanara                           | 3 maart 1721      | 5 mei 1724        |
| Francesco del Giudice                               | 12 juni 1724      | 10 oktober 1725   |
| Fabrizio Paolucci                                   | 19 november 1725  | 12 juni 1726      |
| Francesco Barberini                                 | 1 juli 1726       | 17 augustus 1738  |
| Pietro Ottoboni                                     | 3 september 1738  | 29 februari 1740  |
| Tommaso Ruffo                                       | 29 augustus 1740  | 16 februari 1753  |
| Pier Luigi Carafa                                   | 9 april 1753      | 15 december 1755  |
| Raniero d’Elci                                      | 12 januari 1756   | 22 juni 1761      |
| Giuseppe Spinelli                                   | 13 juli 1761      | 12 april 1763     |
| Carlo Alberto Guidobono Cavalchini                  | 16 mei 1763       | 7 maart 1774      |
| Fabrizio Serbelloni                                 | 18 april 1774     | 7 december 1775   |
| Giovanni Francesco Albani                           | 18 december 1775  | 15 september 1803 |
| Henry Benedict Mary Clement Stuart of York          | 26 september 1803 | 13 juli 1807      |
| Leonardo Antonelli                                  | 3 augustus 1807   | 23 januari 1811   |
| Giulio Maria della Somaglia                         | 29 mei 1820       | 2 april 1830      |
| Bartolomeo Pacca                                    | 5 juli 1830       | 19 april 1844     |
| Ludovico Micara                                     | juni 1844         | 24 mei 1847       |
| Vincenzo Macchi                                     | 11 juni 1847      | 30 september 1860 |
| Mario Mattei                                        | 17 december 1860  | 7 oktober 1870    |
| Costantino Patrizi Naro                             | 8 oktober 1870    | 17 december 1876  |
| Luigi Amat di San Filipo e Sorso                    | 12 maart 1877     | 30 maart 1878     |
| Camillo Di Pietro                                   | 15 juli 1878      | 6 maart 1884      |
| Carlo Sacconi                                       | 24 maart 1884     | 25 februari 1889  |
| Raffaele Monaco La Valletta                         | 24 maart 1889     | 14 juli 1896      |
| Luigi Oreglia di Santo Stefano                      | 30 november 1896  | 7 december 1913   |

Zie tevens de Lijst van kardinaal-bisschoppen van Velletri vanaf 1914 na de splitsing van het bisdom.

## Lijst van kardinaal-bisschoppen van Ostia
| Naam                                   | Periode          | Periode          |
| -------------------------------------- | ---------------- | ---------------- |
| Serafino Vannutelli                    | 25 mei 1914      | 19 augustus 1915 |
| Vincenzo Vannutelli                    | 6 december 1915  | 9 juli 1930      |
| Gennaro Granito Pignatelli di Belmonte | 9 juli 1930      | 16 februari 1948 |
| Francesco Marchetti Selvaggiani        | 5 februari 1948  | 13 januari 1951  |
| Eugène Tisserant                       | 13 januari 1951  | 21 februari 1972 |
| Amleto Giovanni Cicognani              | 24 maart 1972    | 17 december 1973 |
| Luigi Traglia                          | 7 januari 1974   | 22 november 1977 |
| Carlo Confalonieri                     | 12 december 1977 | 1 augustus 1986  |
| Agnelo Rossi                           | 19 december 1986 | 31 mei 1993      |
| Bernardin Gantin                       | 5 juni 1993      | 30 november 2002 |
| Joseph Ratzinger                       | 30 november 2002 | 19 april 2005    |
| Angelo Sodano                          | 23 april 2005    | 21 december 2019 |
| Giovanni Battista Re                   | 18 januari 2020  | heden            |

## Kardinaal-bisschoppen van Ostia die paus werden
| Naam bisschop                | (latere) pausnaam   | Periode episcopaat |
| ---------------------------- | ------------------- | ------------------ |
| Odo I de Lagery              | paus Urbanus II     | 1078-1088          |
| Lamberto Scannabecchi        | paus Honorius II    | 1117-1124          |
| Ubaldo Allucingoli           | paus Lucius III     | 1159-1181          |
| Ugolino di Conti             | paus Gregorius IX   | 1206-1227          |
| Rinaldo dei Signori di Ienne | paus Alexander IV   | 1231-1254          |
| Peter VI de Tarentaise       | paus Innocentius V  | 1273-1276          |
| Niccolo I Boccasini          | paus Benedictus XI  | 1300-1303          |
| Giuliano della Rovere        | paus Julius II      | 1483-1503          |
| Alessandro Farnese           | paus Paulus III     | 1524-1534          |
| Giovanni Pietro Carafa       | paus Paulus IV      | 1553-1555          |
| Joseph II Ratzinger          | paus Benedictus XVI | 2002-2005          |

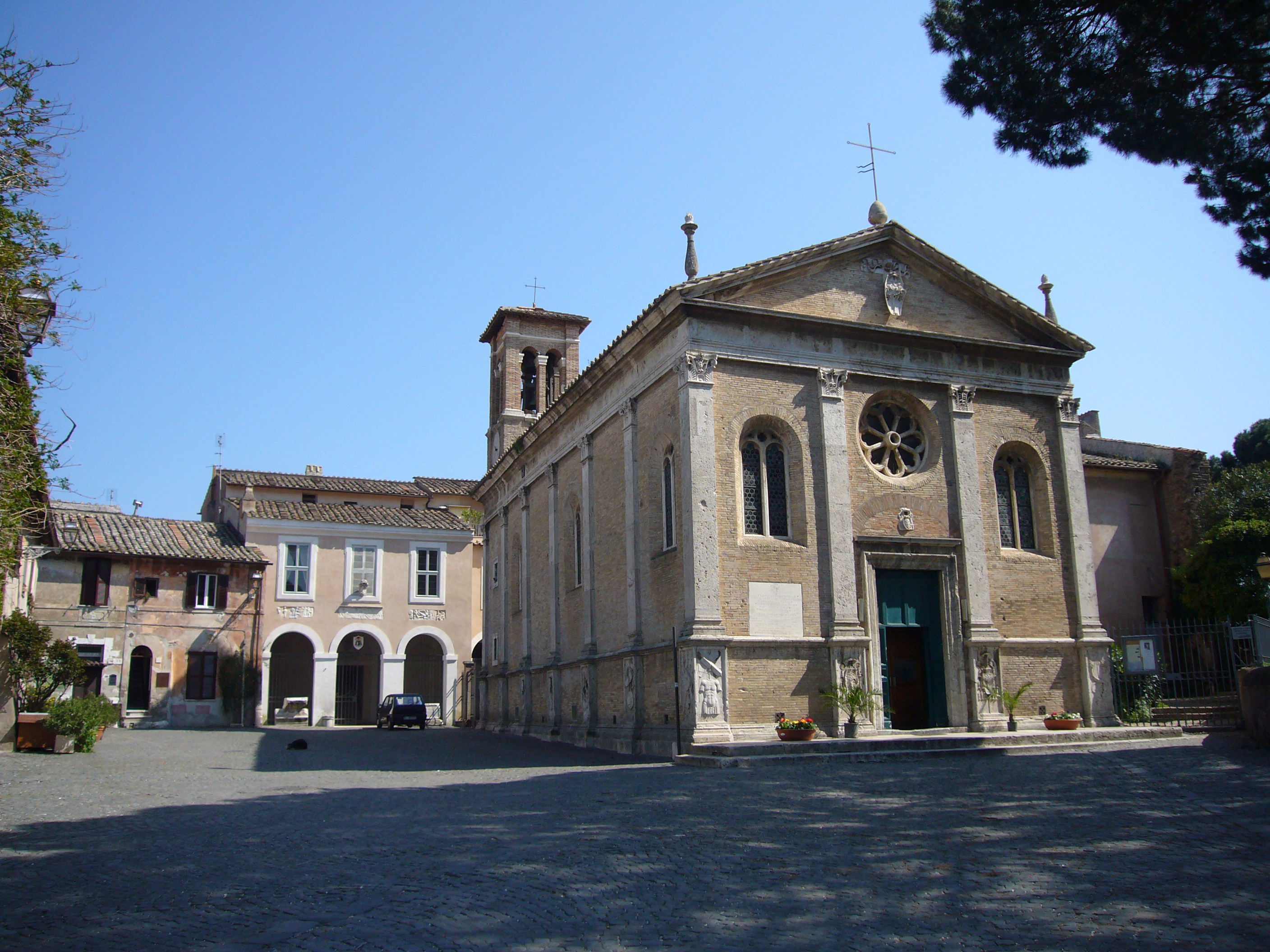
Basilica di Sant'Aurea, kathedraal van Ostia
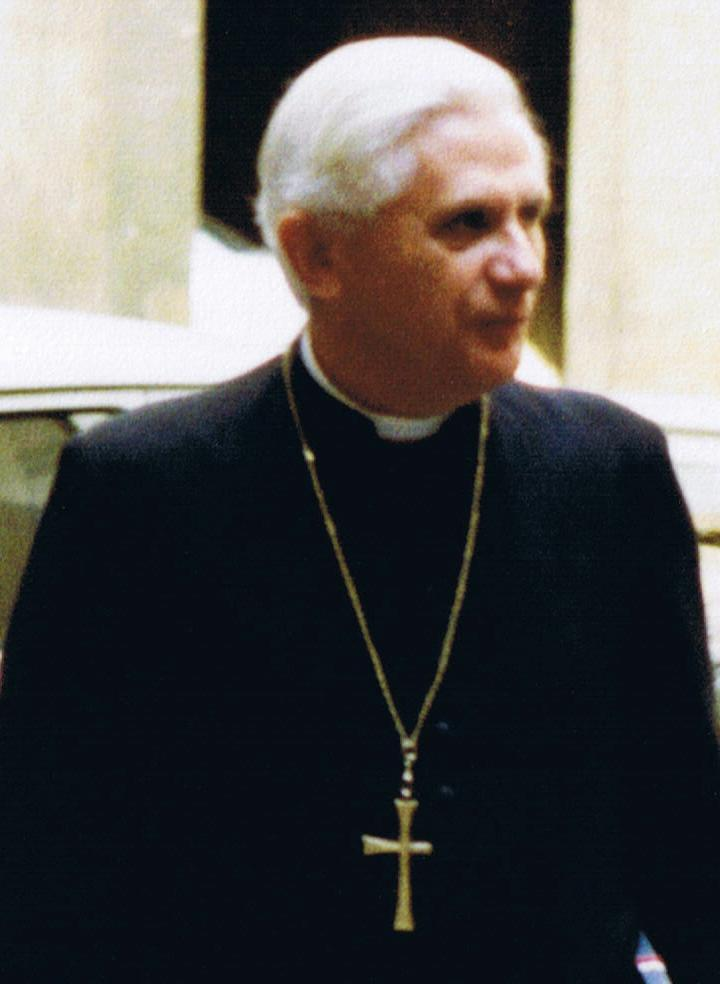
Joseph Ratzinger, paus (2005-2013), deken van het College van Kardinalen en kardinaal-bisschop van Ostia (2002-2005)
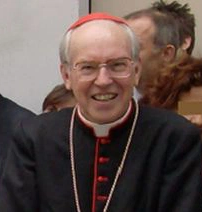
Giovanni Battista Re, deken van het College van Kardinalen en kardinaal-bisschop van Ostia sinds 2020